# Prečec
Prečec je vesnice v Chorvatsku v Záhřebské župě. Je součástí opčiny Brckovljani, od jejíhož stejnojmenného střediska se nachází 10 km jihovýchodně. Nachází se asi 8 km severozápadně od města Ivanić Grad, 14 km jihovýchodně od města Dugo Selo a asi 35 km jihovýchodně od centra Záhřebu. V roce 2011 zde žilo 220 obyvatel. Nejvíce obyvatel jsou chorvatské národnosti, žije zde ale také třináct Albánců, šest Srbů a dva Češi.
Prečcem prochází župní silnice Ž3074 a železniční trať Záhřeb – Slavonski Brod – Vinkovci. Nedaleko od něj na východ protéká řeka Lonja.

## Vývoj počtu obyvatel
| Počet obyvatel | Počet obyvatel | Počet obyvatel | Počet obyvatel | Počet obyvatel | Počet obyvatel | Počet obyvatel | Počet obyvatel | Počet obyvatel | Počet obyvatel | Počet obyvatel | Počet obyvatel | Počet obyvatel | Počet obyvatel | Počet obyvatel | Počet obyvatel |
| -------------- | -------------- | -------------- | -------------- | -------------- | -------------- | -------------- | -------------- | -------------- | -------------- | -------------- | -------------- | -------------- | -------------- | -------------- | -------------- |
| 1857           | 1869           | 1880           | 1890           | 1900           | 1910           | 1921           | 1931           | 1948           | 1953           | 1961           | 1971           | 1981           | 1991           | 2001           | 2011           |
| 272            | 290            | 285            | 326            | 296            | 399            | 318            | 264            | 248            | 261            | 309            | 288            | 259            | 209            | 224            | 220            |

## Sousední vesnice
| Růžice kompasu | Mala Ostrna       | Lupoglav |                 | Růžice kompasu |
| Růžice kompasu | Obedišće Ježevsko | Sever    | Lipovec Lonjski | Růžice kompasu |
| Růžice kompasu | Obedišće Ježevsko | Prečec   | Lipovec Lonjski | Růžice kompasu |
| Růžice kompasu | Obedišće Ježevsko | Jih      | Lipovec Lonjski | Růžice kompasu |
| Růžice kompasu | Ježevo            | Tedrovec |                 | Růžice kompasu |